# Breaking All the Rules
Breaking All the Rules é um filme de comédia canado-estadunidense de 1985 dirigido por James Orr e estrelado por Carl Marotte e Thor Bishopric.

## Elenco
- Carl Marotte como Jack
- Thor Bishopric como David
- Carolyn Dunn como Debbie
- Rachel Hayward como Angie
- Michael Rudder como Harry